# Irène Allier
Pour les articles homonymes, voir Allier et Irène Frachon.
Irène Allier est une journaliste politique française née le 7 janvier 1924 et morte le 8 novembre 2016.

## Biographie
Fille de Georges Altman (1901-1960), éditorialiste de Franc-Tireur, Irène Allier baigne dans un milieu familial situé dans la tradition d’un journalisme engagé aux marges du PCF. Le premier grand journal dans lequel elle travaille est le Libération de d’Astier de la Vigerie. 
Elle est rédactrice judiciaire à Franc-Tireur de 1945 à 1958, où elle aborde notamment le thème du nazisme, puis à France Soir de 1958 à 1965. Elle quitte France Soir lorsque ce journal rachète Paris-Presse et impose à ses journalistes de travailler avec sa rédaction, qu'elle juge trop à droite.
Contactée par Jean Ferniot, elle est recrutée en 1965 par L'Express pour travailler aux côtés de Michèle Cotta et de Catherine Nay au sein du service politique de Françoise Giroud. Elle y couvre les milieux centristes. Elle quitte le journal en 1972 au cours d'une crise interne qui voit le départ d'autres journalistes, peu en accord avec l’orientation impulsée par Jean-Jacques Servan-Schreiber après son élection qui « avait décidé que l'Express serait le journal du Parti radical. Ce parti avait eu un malheureux qui s'était fait élire à Decazeville... ça avait donné lieu à une couverture de l'Express qui s'appelait « coup de tonnerre à Decazeville » parce qu'il y avait un type qui s'était fait élire sous l'étiquette radicale ! Mais à partir de là c'est devenu impossible ! On ne pouvait raconter ce qu'il se passait qu'en fonction du parti radical ».
Elle rejoint Le Point en 1972 avant que son ami Georges Mamy ne la recrute en 1978 au service politique du Nouvel Observateur, où Franz-Olivier Giesbert lui demande, à partir de 1982, de couvrir les interviews avec les membres du RPR. 
Chargée du suivi du PCF et de la majorité, elle est aussi sollicitée pour les élections législatives de 1978 et la campagne présidentielle de 1981. Elle traite aussi épisodiquement de leaders de la droite comme Raymond Barre (“Prenez garde à ce bon gros”, 10 avril 1978) et Jacques Chirac dont elle suit “Le parcours du combattant” (20 février 1978) avec intérêt. Mais elle ne se limite pas à couvrir seulement l’actualité des partis et des hommes politiques.
En effet, elle porte aussi une grande attention aux questions de justice et de bavures policières, interviewant à ce sujet Bernard Delplace et Michel Marcus. Elle critique d’ailleurs le projet Peyrefitte à plusieurs reprises (juin 1980), donnant la parole au président de la cour d'assises de Paris, André Braunschweig (26 mai 1980, 30 avril 1979, 8 décembre 1980). Mais elle évoque aussi la question de la peine de mort (30 octobre 1978), de l’avortement () et des immigrés (), critiquant à ce sujet âprement le parti communiste sur l’« affaire de Vitry ». Elle quitte le journal en 1985 quand Franz-Olivier Giesbert, nouveau directeur de la rédaction chargé de redresser le journal, pousse à la sortie ses adversaires de gauche du service politique.
En 1988, elle rejoint le cabinet du garde des Sceaux Pierre Arpaillange.